# Coptis teeta
Coptis teeta är en ranunkelväxtart. Coptis teeta ingår i släktet Coptis och familjen ranunkelväxter.

## Underarter
Arten delas in i följande underarter:
- C. t. lohitensis
- C. t. teeta